# Championnats d'Europe de patinage de vitesse sur piste courte 2011
Navigation
Édition précédente Édition suivante
Les Championnats d'Europe de patinage de vitesse sur piste courte 2011 se déroulent à Heerenveen (Pays-Bas), du 14 au 16 janvier 2011.

## Podiums

### Hommes
| Épreuves        | Or                                                                       | Argent                                                                                  | Bronze                                                                                   |
| --------------- | ------------------------------------------------------------------------ | --------------------------------------------------------------------------------------- | ---------------------------------------------------------------------------------------- |
| 500 m           | Grande-Bretagne Jack Whelbourne                                          | Lettonie Haralds Silovs                                                                 | Pays-Bas Sjinkie Knegt                                                                   |
| 1 000 m         | Lettonie Haralds Silovs                                                  | Grande-Bretagne Jack Whelbourne                                                         | Russie Rouslan Zakharov                                                                  |
| 1 500 m         | Pays-Bas Sjinkie Knegt                                                   | Russie Rouslan Zakharov                                                                 | Lettonie Haralds Silovs                                                                  |
| 5 000 m         | Russie Rouslan Zakharov                                                  | Pays-Bas Sjinkie Knegt                                                                  | Lettonie Haralds Silovs                                                                  |
| 5 000 m relais  | Pays-Bas Daan Breeuwsma Niels Kerstholt Freek van der Wart Sjinkie Knegt | Russie Vladimir Grigorev Rouslan Zakharov Sergei Prankevitch Evgeny Kozulin Semion Elis | Grande-Bretagne Jon Eley Richard Shoebridge Paul Stanley Anthony Douglas Jack Whelbourne |
| Toutes épreuves | Lettonie Haralds Silovs                                                  | Pays-Bas Sjinkie Knegt                                                                  | Russie Rouslan Zakharov                                                                  |

### Femmes
| Épreuves        | Or                                                                           | Argent                                                            | Bronze                                                               |
| --------------- | ---------------------------------------------------------------------------- | ----------------------------------------------------------------- | -------------------------------------------------------------------- |
| 500 m           | Italie Martina Valcepina                                                     | Pologne Patrycja Maliszewska                                      | Autriche Bernadett Heidum                                            |
| 1 000 m         | Italie Arianna Fontana                                                       | Autriche Bernadett Heidum                                         | Grande-Bretagne Marina Georgiewa-Nikołowa                            |
| 1 500 m         | Italie Arianna Fontana                                                       | Autriche Veronika Windisch                                        | Hongrie Erika Huszar                                                 |
| 3 000 m         | Italie Arianna Fontana                                                       | Tchéquie Kateřina Novotná                                         | Autriche Veronika Windisch                                           |
| 3 000 m relais  | Pays-Bas Jorien ter Mors Sanne van Kerkhof Annita van Doorn Yara van Kerkhof | Hongrie Bernadett Heidum Erika Huszar Rosza Darasz Szandra Lajtos | Italie Arianna Fontana Elena Viviani Lucia Peretti Martina Valcepina |
| Toutes épreuves | Italie Arianna Fontana                                                       | Autriche Bernadett Heidum                                         | Italie Martina Valcepina                                             |

## Tableau des médailles
| Rang | Nation          | Or | Argent | Bronze | Total |
| ---- | --------------- | -- | ------ | ------ | ----- |
| 1    | Italie          | 5  | 0      | 2      | 7     |
| 2    | Pays-Bas        | 3  | 2      | 1      | 6     |
| 3    | Lettonie        | 2  | 1      | 2      | 5     |
| 4    | Russie          | 1  | 2      | 2      | 5     |
| 5    | Grande-Bretagne | 1  | 1      | 2      | 4     |
| 6    | Autriche        | 0  | 3      | 2      | 5     |
| 7    | Hongrie         | 0  | 1      | 1      | 2     |
| 8    | Tchéquie        | 0  | 1      | 0      | 1     |
|      | Pologne         | 0  | 1      | 0      | 1     |